# 電源キー

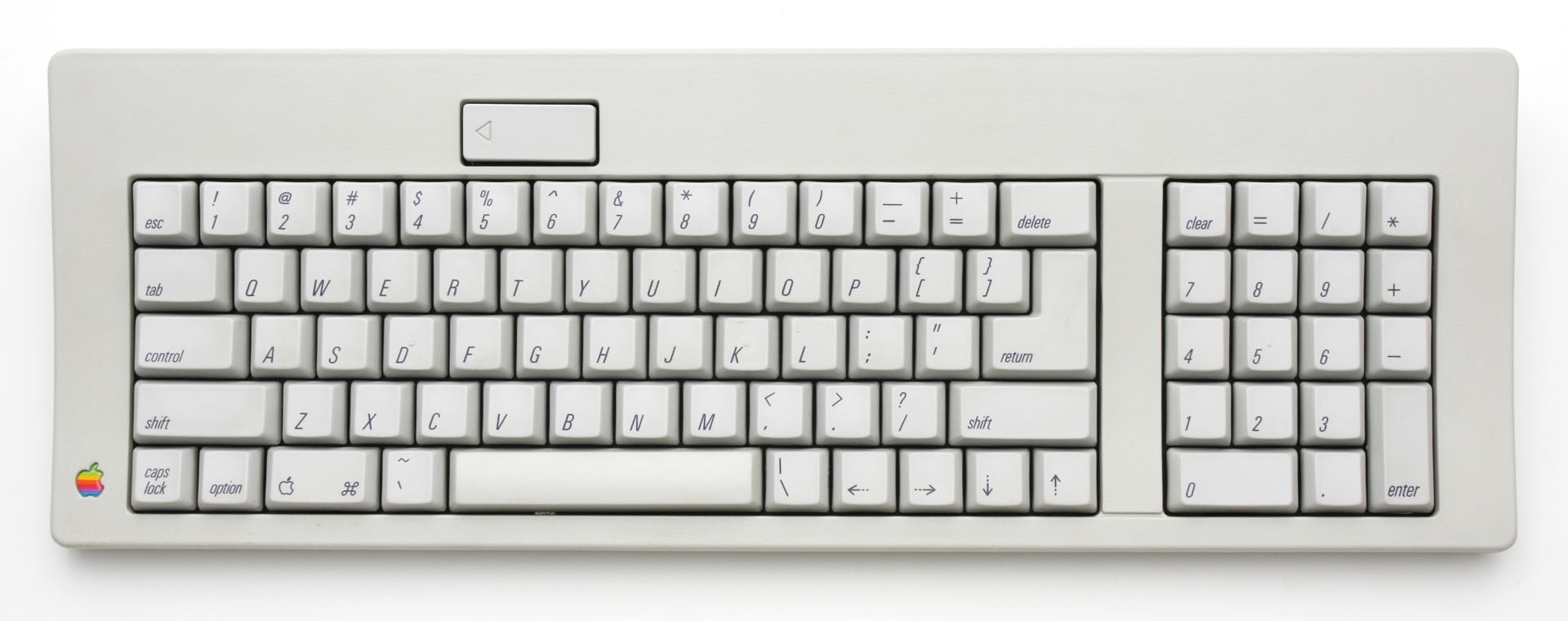
Apple Keyboardは、標準で電源キーが搭載されていた。三角形のアイコンは、初期のモデルでは電源オンを表すために使用されていた。

電源キー（英語: power key）または電源ボタン（英語: power button）は、1980年代から2000年代初頭にかけて、多くのコンピュータのキーボードに搭載されていたキーである。1980年代に最初のApple Desktop Busキーボードで導入され、それ以来、多くのMacキーボードの標準機能となった。Windows向けのキーボードのは、スリープ用の追加キーに置き換えられている場合もある。USBを使用しているほとんどの最新のパソコンでは、キーボードの任意のキーを押すだけでシステムを起動できるようになっているため、電源キーはほとんど見られなくなっている。

## Mac

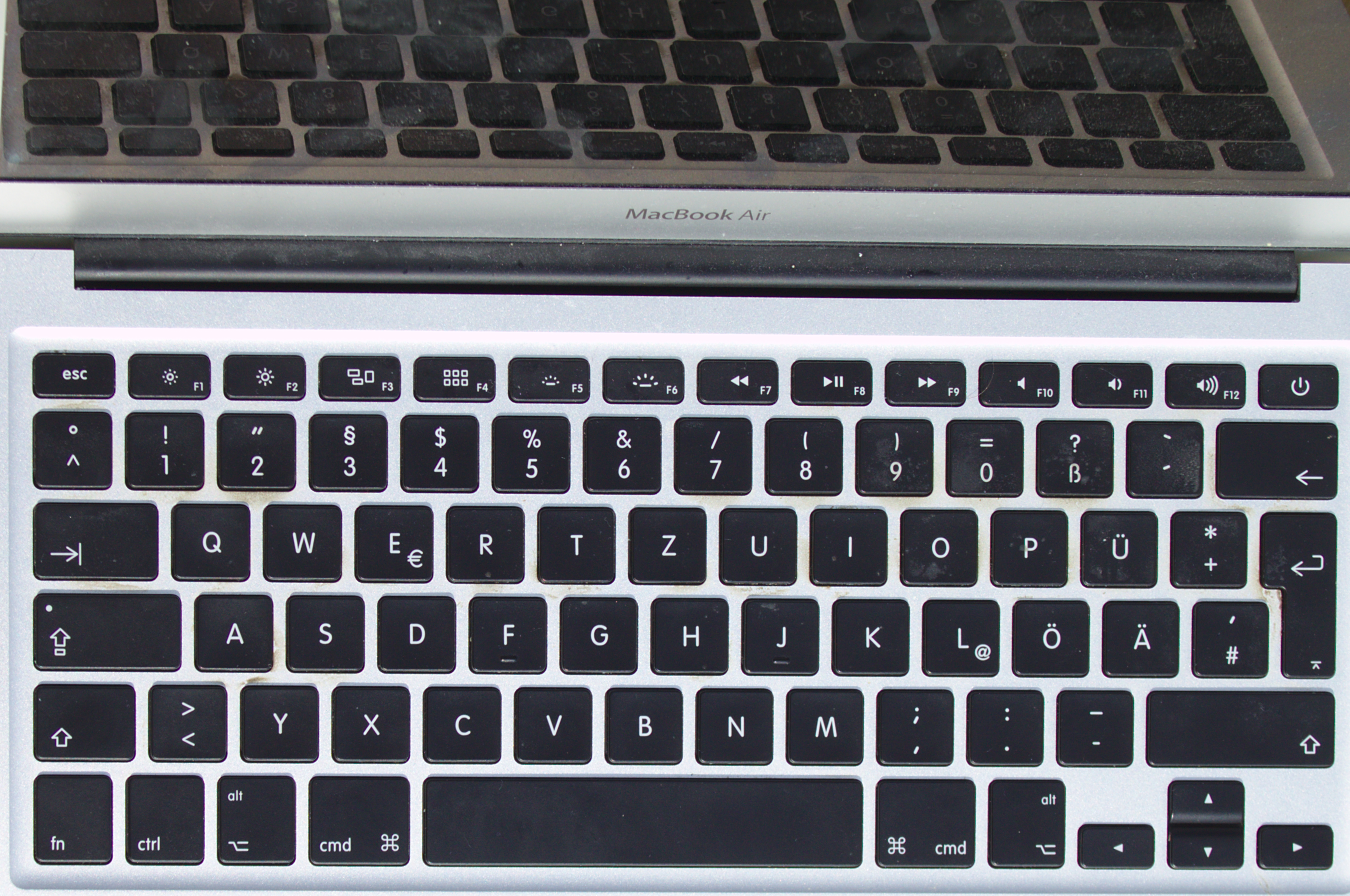
最近のMacBook Airには、「丸の中に縦棒」のマークが刻印された電源キーが搭載されている。

Apple Desktop Bus(ADB)は、1986年にApple IIGSで導入されたペリフェラルバスである。ADBは、キーボードやマウスなどの低速入力デバイスを接続することを目的としていた。アップルの設計チームは、低コストのコネクタとして、映像信号用のS端子としても使用される4ピンのミニDINコネクタを選択した。ADBでは、データピン、+5V、グラウンドにそれぞれ1本使用し、残りの1本は使用していなかった。この残りの1本が、コンピュータ本体の電源をオンにするためのPSW接続を実装するために使用された。この時代のPCのキーボードコントローラは、本体の電源を落とすと電源が入らないため、別途接続が必要だった。
IIGSと一緒に導入されたのがアップルキーボードであり、キーボードのメイン部分のほぼ中央にかなり大きな電源キーを搭載していた。電源キーはADBキーボードの標準機能となった。後のUSBベースのキーボードでは、本体がスリープ状態でもキーボードに電源が供給されるため、電源キーは一般的なものではなくなってきた。MacBook Airなどの最新のMacのいくつかには電源キーが残っているが、ほとんどのMacでは電源キーの代わりにCDドライブを開くためのイジェクトキーが搭載されている。

## Windows

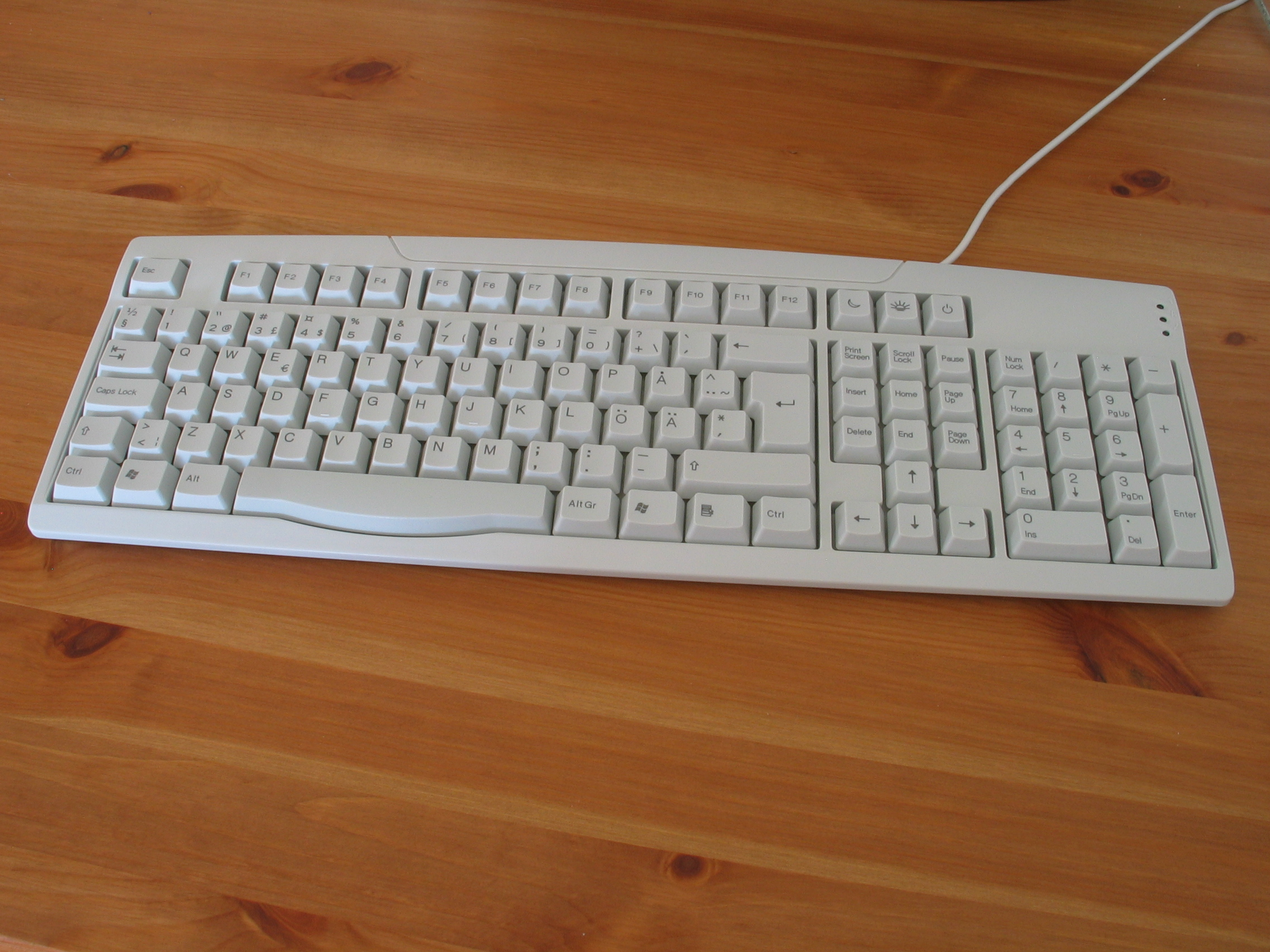
スリープ用、スリープ解除用、電源用のキー（最上段右端の3つのキー）を搭載した多機能キーボード

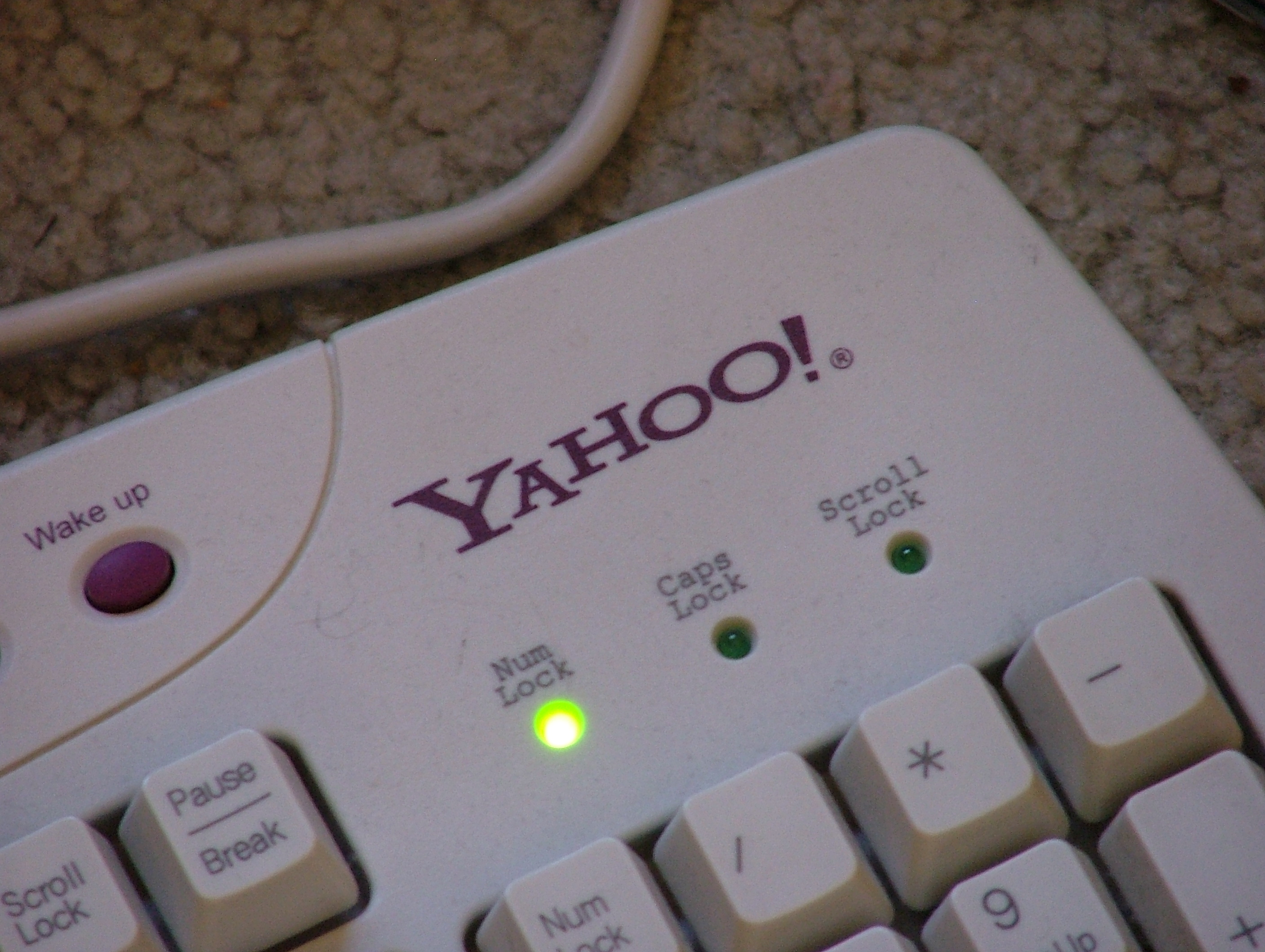
電源キーは通常のキーとは違いゴム製であることも多い。

初期のWindows PCは一般的にソフトウェアで電源を制御する機能がなく、電源キーも物理的には使用できなかった。USB接続が増加したことで電源キーの使用が可能になったが、一般的には任意のキーに電源オンの機能を割り当てることができるため、ほとんどの場合、電源キーは必要なかった。多機能キーボードでは、電源キー（およびスリープ用、スリープ解除用のキー）の搭載が比較的一般的なものとなり、「電源管理キー」(power management key)と呼ばれるようになった。
これらのキーには特別なスキャンコードが割り当てられている。電源用はe05e、スリープ用はe05f、スリープ解除用はe063である 。これらは、Windowsや一部のUnix系OSが対応している。